# Alan Gewirth
Alan Gewirth, né le 28 novembre 1912 et mort le 9 mai 2004, est un philosophe américain, professeur de philosophie à l'Université de Chicago et auteur de Reason and Morality (1978), Droits de l'homme: Défense et illustrations (1982),  The Community of Rights (1996), Self-Fulfillment (1998) ainsi que d'autres ouvrages d'éthique et de philosophie politique.

## Biographie
Né à Union City, New Jersey, le 28 novembre 1912, Alan Gewirth est le fils de Hyman et Rose Lees Gewirth . Après avoir étudié la philosophie à l'Université Columbia, New York, il effectue son travail doctoral à l'Université Cornell de 1936 à 1937. En 1937, il quitte Cornell pour l'Université de Chicago où il est assistant de recherches et professeur de philosophie tout en continuant à travailler pour son doctorat. Entre 1941 et 1943, plusieurs de ses articles et essais sont publiés dans des revues scientifiques et philosophiques - notamment Clearness and Distinctness in Descartes . 
Son parcours académique est interrompu par la Seconde Guerre mondiale et il ne pourra achever son doctorat en philosophie qu'en 1947 à l'Université de Columbia.

## Travaux

### Marsile de Padoue
Alan Gewirth réalise un important travail de recherche sur Marsile de Padoue, un théoricien politique du Moyen-Âge. Avec l'article Marsilius of Padua and Medieval Political Philosophy , publié en 1953 et ré-édité quatre fois en quinze ans, il se forge une solide réputation auprès de ses pairs . 

### Théorie éthique
Alan Gewirth est connu, essentiellement, pour son concept de rationalisme moral, selon lequel les principes moraux généraux sont connus par inférence  dans un système à agents multiples. Dans leurs actions, les premiers doivent être en accord avec eux-mêmes autant qu'ils se doivent de respecter les droits et principes des autres agents du système . Selon la théorie d'Alan Gewirth, les principes moraux généraux sont issus des interactions humaines organisées selon un mode de raisonnement « dialectiquement nécessaire ». Ce mode de raisonnement est dialectique dans le sens où il présente les différentes étapes  d'un raisonnement comme des inférences émises par un agent plutôt que comme des affirmations vraies et vérifiées. Chaque étape est donc une description de ce que la personne pense et non un état des lieux indépendant du point de vue de l'individu. 
En 1991, le philosophe Deryck Beyleveld publie The Dialectal Necessity of Morality, une reformulation du concept d'Alan Gewirth incluant un résumé des principales objections publiées précédemment ainsi que ses propres contributions au débat. Il n'y a pas d'avis clairement exprimé par la communauté des philosophes quant à la théorie de Gewirth mais, depuis ces trente dernières années, plusieurs penseurs ont émis des objections se montrant pratiquement tous en opposition avec Alan Gewirth et ses partisans . Les idées d'Alan Gewirth continuent à faire débat. En 2016, par exemple, Routledge publie un volume consacré à la théorie éthique de Gewirth. Édité par le philosophe suédois Per Bauhn, cet ouvrage rassemble les positions d'une quinzaine d'érudits internationaux sur le sujet .      

## Titres et récompenses
Pendant une carrière de plus de soixante ans à l'Université de Chicago où il détient le titre de Professeur émérite au département de philosophie, Alan Gewirth a écrit environ 150 articles, plusieurs dissertations doctorales et sections d'ouvrages, publié dans différents magazines aux États-Unis ou à l'étranger et a obtenu de nombreux prix et récompenses. Il est, ainsi, entré à l'Académie américaine des arts et des sciences, est membre de la Fondation Rockfeller et de la Fondation Guggenheim, s'est vu décerner la médaille Nicholas Murray Butler de l'Université de Columbia ainsi que le Prix Gordon J. Laing de l'Université de Chicago.  En outre, il a fait l'objet de cinq livres et a donné de nombreuses conférences y compris à Harvard, à l'Université du Michigan ou de Californie par exemple . 

## Vie privée et fin de vie
Après trois mariages, sa famille compte cinq enfants, un beau-fils et cinq petits-enfants . Alan Gewirth meurt le 9 mai 2004, à l'âge de 91 ans, à la suite des complications d'un cancer du côlon . 